# Киргистан на Светском првенству у атлетици у дворани 2012.
Киргистан је учествовао на Светском првенству у атлетици у дворани 2012. одржаном у Истанбулу од 9. до 11. марта. Ово је његово једанаесто учешће на светским првенствима. Репрезентацију Киргистана представљала су два такмичара (1 мушкарац и 1 жена), који су се такмичили у трци на 60 метара.
Киргистан није освојио ниједну медаљу нити је постигнут неки рекорд.

## Учесници
| Мушкарци: - Валериј Пономарјев — 60 м | Жене: - Ана Буланова — 60 м |  |

## Резултати

### Мушкарци
| Атлетичар          | Дисциплина | Лични рекорд | Квалификација | Квалификација | Полуфинале           | Полуфинале           | Финале               | Финале       | Детаљи |
| Атлетичар          | Дисциплина | Лични рекорд | Резултат      | Место         | Резултат             | Место                | Резултат             | Место        | Детаљи |
| ------------------ | ---------- | ------------ | ------------- | ------------- | -------------------- | -------------------- | -------------------- | ------------ | ------ |
| Валериј Пономарјев | 60 м       | 7,01         | 7,38          | 3. у гр. 2    | Није се квалификовао | Није се квалификовао | Није се квалификовао | 44 / 57 (61) |        |

### Жене
| Атлетичарка  | Дисциплина | Лични рекорд | Квалификација | Квалификација | Полуфинале            | Полуфинале            | Финале                | Финале       | Детаљи |
| Атлетичарка  | Дисциплина | Лични рекорд | Резултат      | Место         | Резултат              | Место                 | Резултат              | Место        | Детаљи |
| ------------ | ---------- | ------------ | ------------- | ------------- | --------------------- | --------------------- | --------------------- | ------------ | ------ |
| Ана Буланова | 60 м       | 7,90         | 8,19          | 6. у гр. 1    | Није се квалификовала | Није се квалификовала | Није се квалификовала | 51 / 62 (64) |        |